# SBC通り

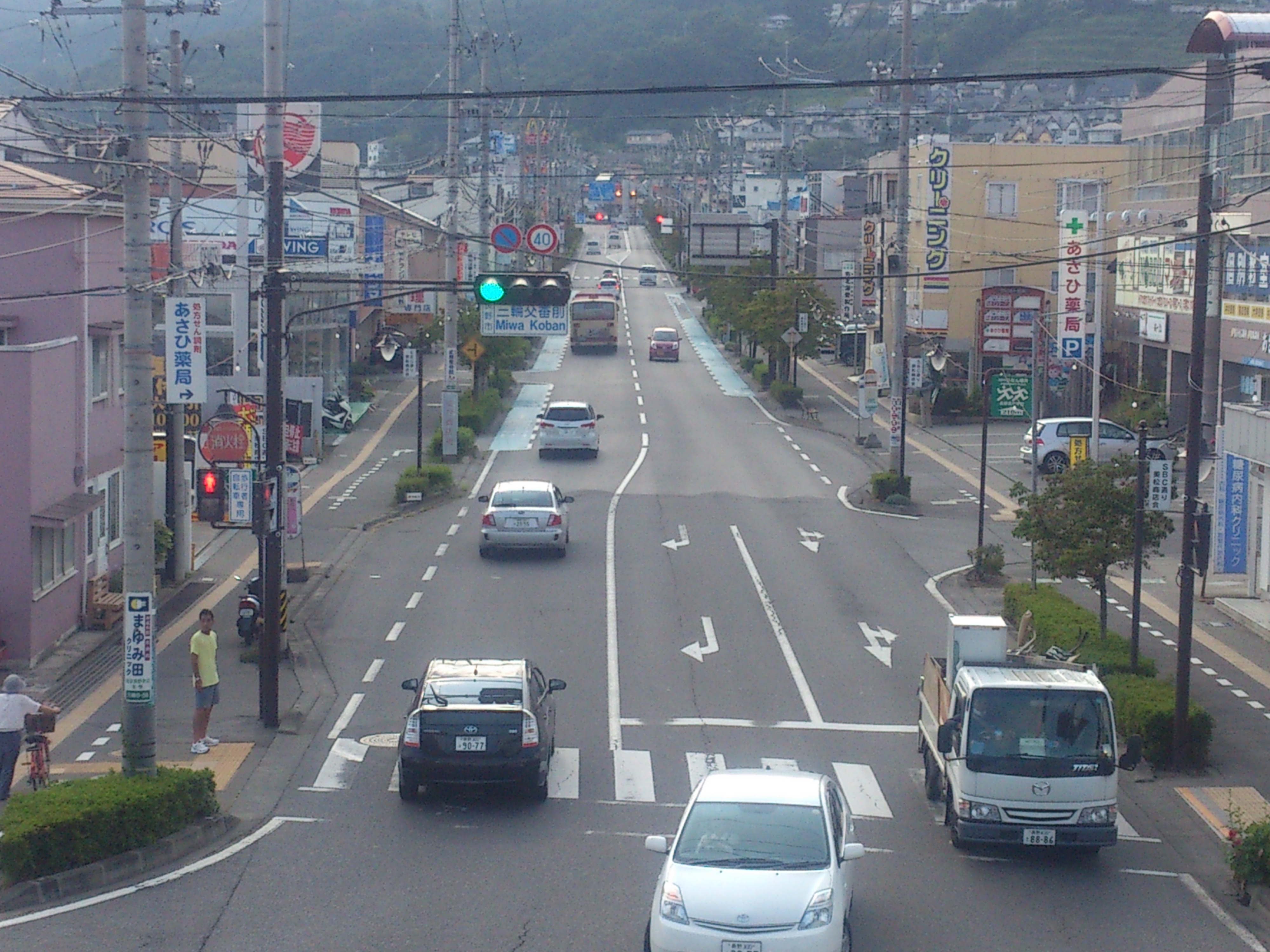
三輪交番前から善光寺方面を望む（長野県長野市三輪十丁目）

SBC通り（エスビーシーどおり）は、長野県長野市の上松交差点（上松五差路＝長野県道37号長野信濃線交点）から吉田3丁目交差点に至る道路の通称。上松交差点 - 長野吉田高校東交差点が長野市道上松吉田線に、長野吉田高校東交差点 - 吉田3丁目交差点が長野県道373号北長野停車場線に指定されている。

## 概要

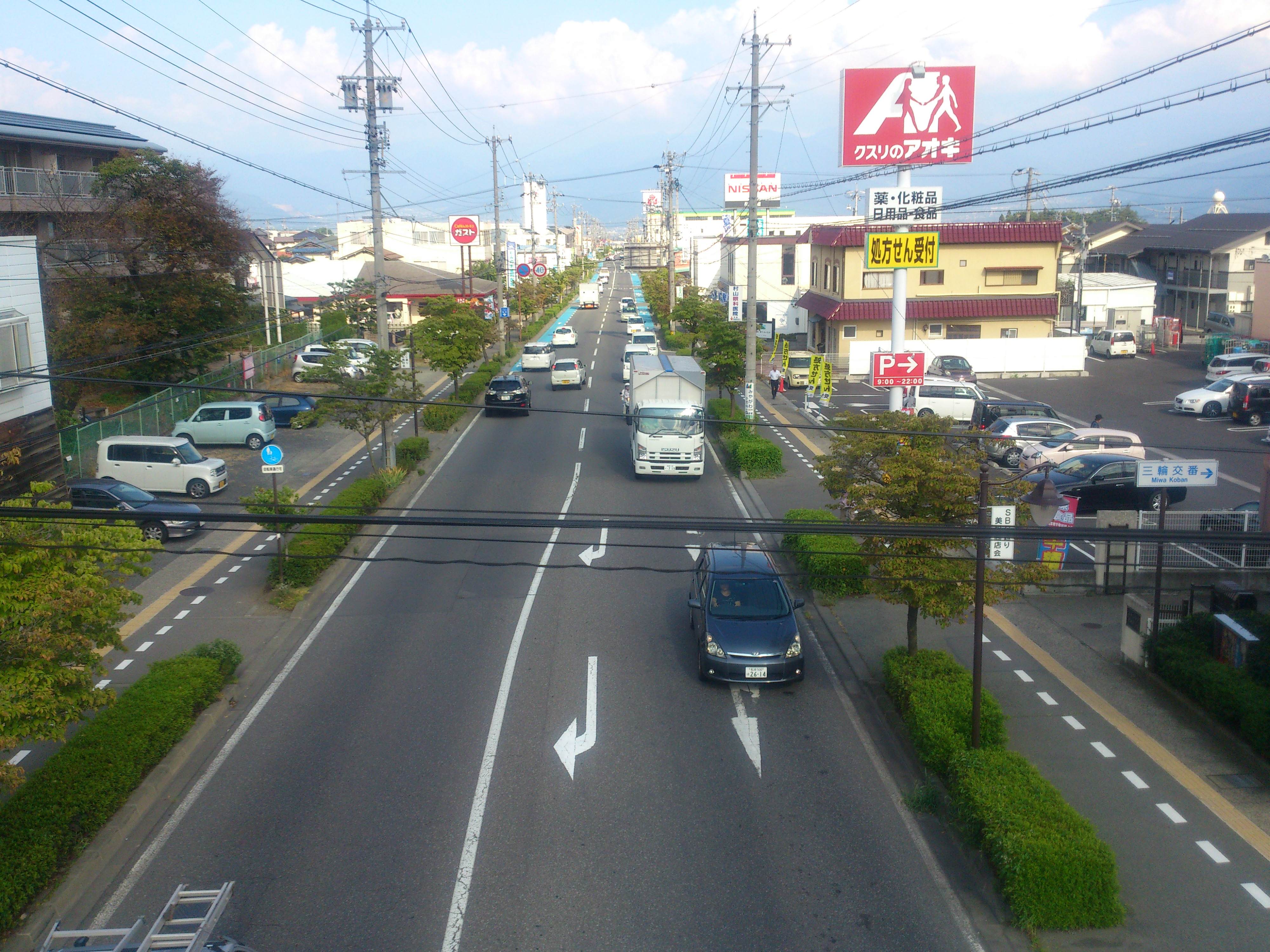
写真右奥のヤマダ電機の位置に、通りの名前の由来となったSBC旧本社があった。

長野市北部における東西の幹線として交通量は多く、また沿道の商業集積も進んでいる。
交差点部を除き全線が2車線であるが、1車線の幅は比較的広くとられていたが、この部分を活用して、2011年（平成23年）に上松五差路と長野吉田高校東交差点の区間で車道両側が自転車レーン化されている（交差点前後等を除く）。
「SBC通り」の名称は、1952年（昭和27年）に信越放送 (SBC) が沿線の吉田一丁目に本社社屋を構えたことに由来する。以来この名で親しまれており、2006年（平成18年）にSBCが問御所町のTOiGOに移転した際にも、名称の変更が検討されながらも呼称は変更されていない。沿道の多くの店舗が従前より通り名を冠した「SBC通り店」などと称しているほか、SBC移転後に跡地に開店した店舗でも通り名を冠している事例もある。なお、沿道店舗などによる商店会は「SBC通り美松商店会」と称している。

## 交差・接続する路線
- 上松交差点（上松五差路）（上松四丁目＝起点）
  - 長野県道37号長野信濃線
  - 長野市道（長野大通り線）
- 三輪交番前交差点（三輪十丁目）
  - 長野市道（三輪通り）
- 長野吉田高校東交差点（吉田二丁目）
  - 長野県道60号長野荒瀬原線（高田若槻線・若槻大通り）
- 吉田3丁目交差点（吉田三丁目＝終点）
  - 長野市道（北国街道）

↓ 長野県道373号北長野停車場線

## 沿道
- 長野県長野高等学校
- 長野中央警察署三輪交番
- 長野市営宇木団地
- イオンタウン長野三輪
- ヤマダデンキ Tecc LIFE SELECT 長野SBC通り店
- 長野県営住宅吉田広町団地
- 長野県長野吉田高等学校
- JAホール吉田